# Sargans

Historisches Luftbild aus 200 m von Walter Mittelholzer von 1919

Sargans [ˌsarˈgans] (Betonung auf der zweiten Silbe) ist eine politische Gemeinde bzw. eine historische Stadt im Schweizer Kanton St. Gallen und das Zentrum des Sarganserlandes.

## Geographie
Sargans liegt am Schnittpunkt des Alpenrheintals, das hier von Südosten nach Nordosten abbiegt, und dem Seeztal, das das Tal des Alpenrheins ohne nennenswerten Höhenunterschied mit dem Zürichsee verbindet.
Der tiefste Punkt ist der Bahnhof auf einer Höhe von 480 m ü. M., der höchste Punkt der Gemeinde befindet sich auf dem Gonzen auf einer Höhe von 1830 m ü. M. Der höchste bewohnte Ortsteil von Sargans liegt am Gonzen auf 730 m ü. M. und wird Prod, umgangssprachlich auch Proud genannt. Zur Gemeinde gehört der nordöstlich gelegene Ortsteil Vild.
Durch seine geographische Lage ist Sargans heute Verkehrsknotenpunkt, regionales wirtschaftliches und kulturelles Zentrum und Bildungsstandort mit zahlreichen Schulen.
Nachbargemeinden sind Mels und Vilters-Wangs, mit diesen zusammen bildet Sargans eine Agglomeration von etwa 20'000 Einwohnern.

## Ortsname
Die Aussprache des Ortsnamens lautet im Ortsdialekt gleich wie in der Schriftsprache, wogegen im südostschweizerischen Dialekt der Umgebung die ältere, das Staubsche Gesetz reflektierende Lautung Sargaas [ˌsarˈgaːs] weiterlebt.
Der Name wird im Jahr 765 als de Senegaune, später als in Senegaunis, in Sannegannis und ähnlich, 1284 als Sangans und ab dem 15. Jahrhundert in der heutigen Schreibweise erwähnt. Die Deutung des Namens ist unsicher. Möglicherweise liegt ihm der mit dem Suffix -ānus, Plural -ānes erweiterte keltisch-römische Personenname «Sanucus» zugrunde, womit der Ortsname «Ort, wo die Sippe des Sanucus lebt» bedeuten würde. Ein solcher Personenname ist in der Colonia Augusta Raurica belegt, und eine lautliche Entwicklung von *Sanucānes zu den historischen Formen des Typs Sanegans ist sprachwissenschaftlich möglich.
Volksetymologisch wird der Ortsname in einer Sage erklärt, in der es heisst, die Bewohner der damals noch namenlosen Siedlung hätten ein Kind zum Flüsschen Saar in der Ebene geschickt mit dem Wunsch, ihren Ort nach dem Tier zu benennen, das dann zu schwimmen käme. Es sei eine Gans gewesen…

## Geschichte
Die Geschichte und Gegenwart von Sargans wird seit jeher durch den Verkehr bestimmt. Als «Doppeltor zu den Alpen» mit den Zugängen aus dem Seez- und Rheintal finden sich urgeschichtliche, römische, mittelalterliche und neuzeitliche Siedlungsspuren auf engem Raum vereint. Die 1858/59 gebaute Eisenbahn sowie moderne Strassen und Autobahnen unterstreichen die gute Verkehrslage, die offene Haltung und ein vielfältiges Beziehungsnetz der Sarganserinnen und Sarganser in die nähere und weitere Umgebung.
Vom 1. bis 3. Jahrhundert stand in Sargans ein römischer Gutshof. Bereits damals wurde Erz am Gonzen abgebaut. Das Eisenbergwerk Gonzen war bis 1966 in Betrieb und kann heute besichtigt werden. Für Sargans und auch das Sarganserland bildete es während Jahrhunderten einen bedeutenden Wirtschaftsfaktor.
Im Jahre 765 n. Chr. wurde Sargans als «Senegaune» erstmals urkundlich erwähnt. Im 9. Jahrhundert ist eine christliche Kirche nachweisbar, ab 1100 wurde der erste Turm des Schlosses erbaut. Bis 1798 war das Schloss das Zentrum der Grafschaft Sargans und namensgebend für das Adelsgeschlecht der Grafen von Werdenberg-Sargans. Sie gründen um 1260 das Städtchen bzw. die Stadt Sargans. Gegenüber den Nachbarorten der Grafschaft Sargans hatten die Stadtbürger bis 1798 Vorrechte. 1405 wurde Sargans während der Appenzellerkriege belagert. Anfang Februar 1445 ereignete sich die Belagerung von Sargans, bei dem es im Rahmen des Alten Zürichkriegs angegriffen und – mit Ausnahme des Schlosses – bis auf die Grundmauern zerstört wurde. Durch den Sarganser Stadtbrand 1811 wurde das Städtchen erneut zerstört. Seit Sommer 2007 macht der «Sarganser Kulturpfad» auf Sehenswürdigkeiten aufmerksam. Neben den von Stadtgraben und -mauern umgebenen Häusern im Zentrum gehören auch die Weiler Schwefelbad, Farb, Töbeli, Vild, Ratell und Prod zur Gemeinde.
Seit 1803 ist Sargans Hauptort des Sarganserlandes im neu gegründeten Kanton St. Gallen. Nach der Rheinregulierung und der Melioration der Rheinebene begann im 20. Jahrhundert ein starkes Bevölkerungswachstum und eine Ausweitung der Siedlungsfläche.

## Wappen

Wappen der «Gemeinen Landvogteÿ Sarganss»

Das heutige Gemeindewappen zeigt eine Gans, volksetymologisch den Namen als «Sar-Gans» interpretierend («redendes Wappen»).
Die einstige Grafschaft Sargans hingegen hatte als Wappen einen blauen Schild mit drei goldenen Sternen.

## Politik
Die Legislative der Gemeinde Sargans wird von der Bürgerversammlung gebildet, an der alle mündigen Schweizerinnen und Schweizer stimmberechtigt sind. Sie tritt normalerweise einmal im Jahr zusammen.
Die Exekutive wird durch den fünfköpfigen Gemeinderat gebildet. Dieser besteht aktuell aus Stefan Kohler (Die Mitte, Gemeindepräsident), Andrea Büsser (Die Mitte), Bernhard Hauser (SP), Christian Lamm und Roland Wermelinger (beide parteilos).

## Sehenswürdigkeiten
Die Sehenswürdigkeiten von Sargans sind auf dem informativen «Sarganser Kulturpfad» zugänglich.

Wappen der Grafen von Werdenberg-Sargans

### Schloss Sargans
Die wichtigste Sarganser Sehenswürdigkeit, Wahrzeichen und Symbol des ganzen Sarganserlandes ist das Schloss Sargans, welches seit 1966 das «Museum Sarganserland» beherbergt. Dieses wurde 1984 mit dem Preis «Museum des Jahres in Europa» geehrt und 1987 in die Liste der 37 besuchenswertesten Museen der Welt aufgenommen. Am 8. August 2020 wurde im Innern des Turmes eine «Kinderspur» eröffnet, auf der die mittelalterliche Burg erkundet werden kann.

### Kirchen
Römisch-katholische Hauptkirche ist in erhöhter Lage am Rande der Altstadt St. Oswald & Cassian.
Im Nordwesten des Städtchens wurde 1959 die reformierte Kirche Sargans erbaut.
Bei Vild steht am Beginn des Saumweges oberhalb von Matug die Marienkapelle Vild.

Galerie
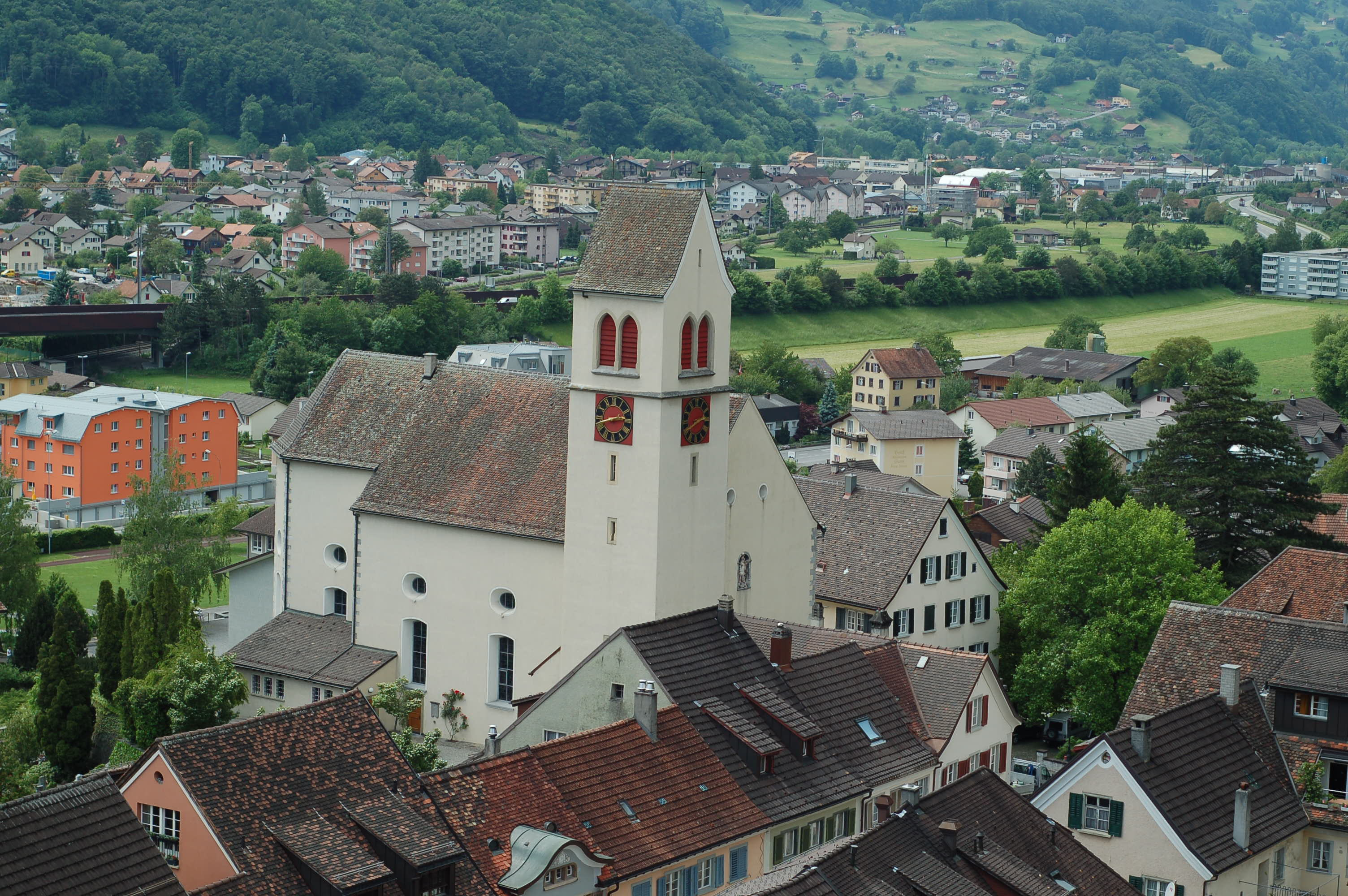
Stadtkirche von Sargans
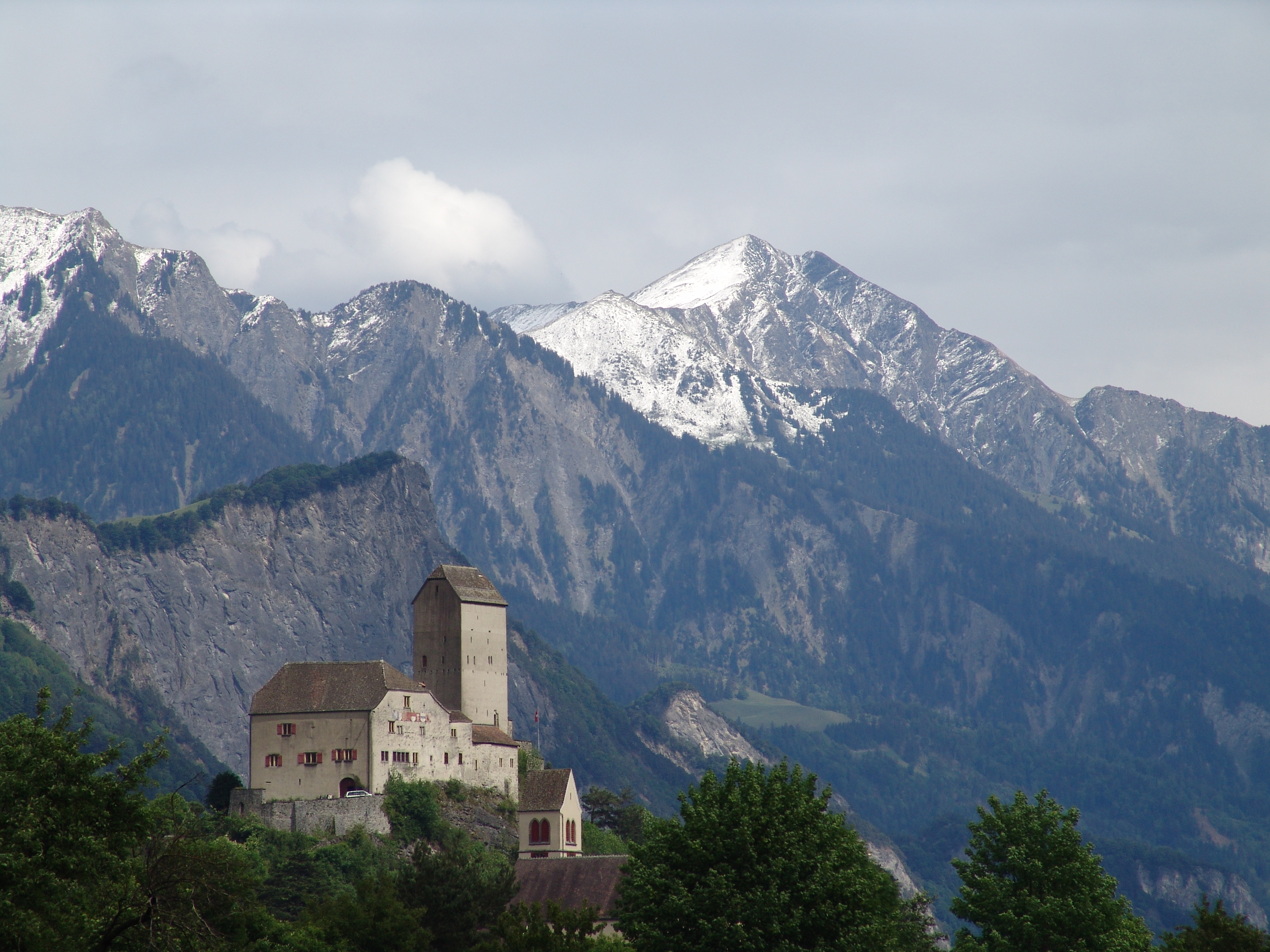
Schloss Sargans mit Vilan im Hintergrund, im Mittelgrund Regitzerspitze (über dem Turm), höchster Punkt des Fläscherbergs
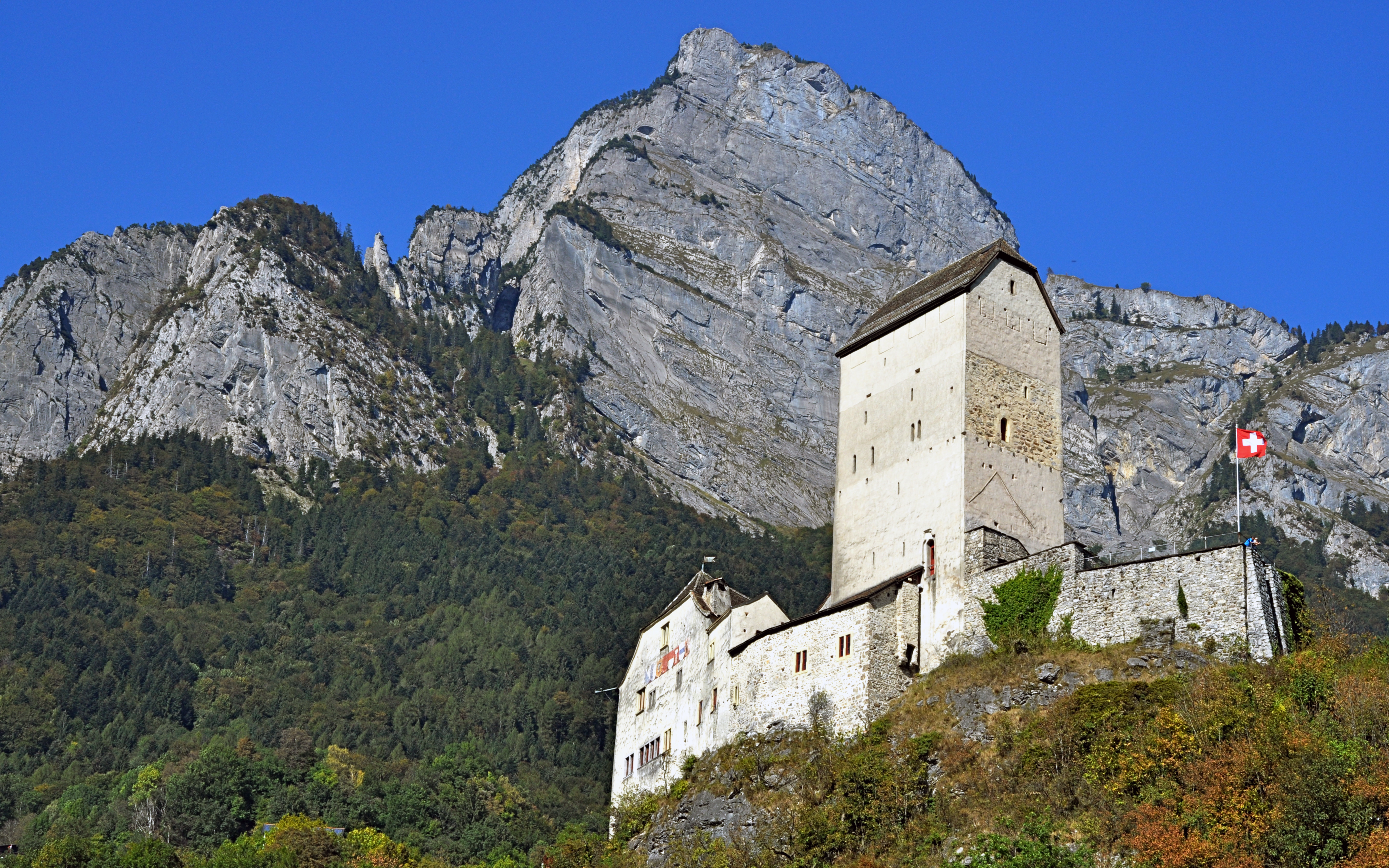
Schloss Sargans mit Gonzen
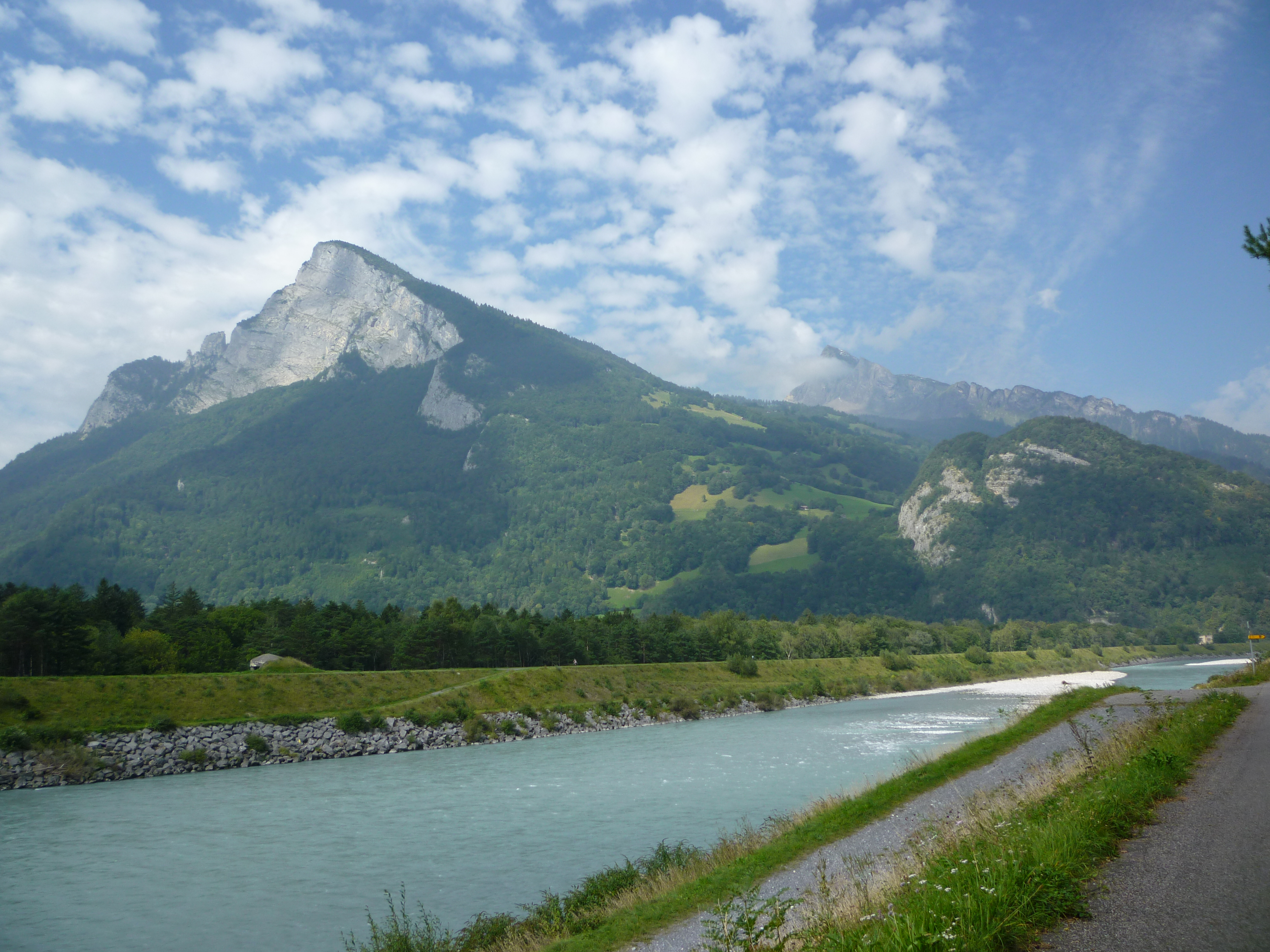
Gonzen mit Rhein (Sicht von Fläsch unter dem Ellhorn, am nordwestlichen Fläscherberg)

Eine weitere Sehenswürdigkeit ist das Eisenbergwerk Gonzen, das heute als Schaubergwerk zugänglich ist.

## Kultur
Sargans als historisches Städtchen seit Mitte des 13. Jahrhunderts bildet die Kulisse für die seit 2009 durchgeführten Sarganser Mittelaltertage. Unter dem Aspekt «klein, aber fein» wird jeweils versucht, einen Markttag um 1250 möglichst authentisch darzustellen. Die Durchführung liegt in Händen einheimischer initiativer Personen (derzeitige Leitung: Mathias Bugg), unter Zuzug von spezialisierten Mittelaltergruppen. Organisation: Gemeinde Sargans mit dem Sarganser Kulturpfad und Historischer Verein Sarganserland. Derzeit ist der am 27. März 2015 gegründete Verein Historia Sanegauns hauptverantwortlich für die Organisation.

## Bildung

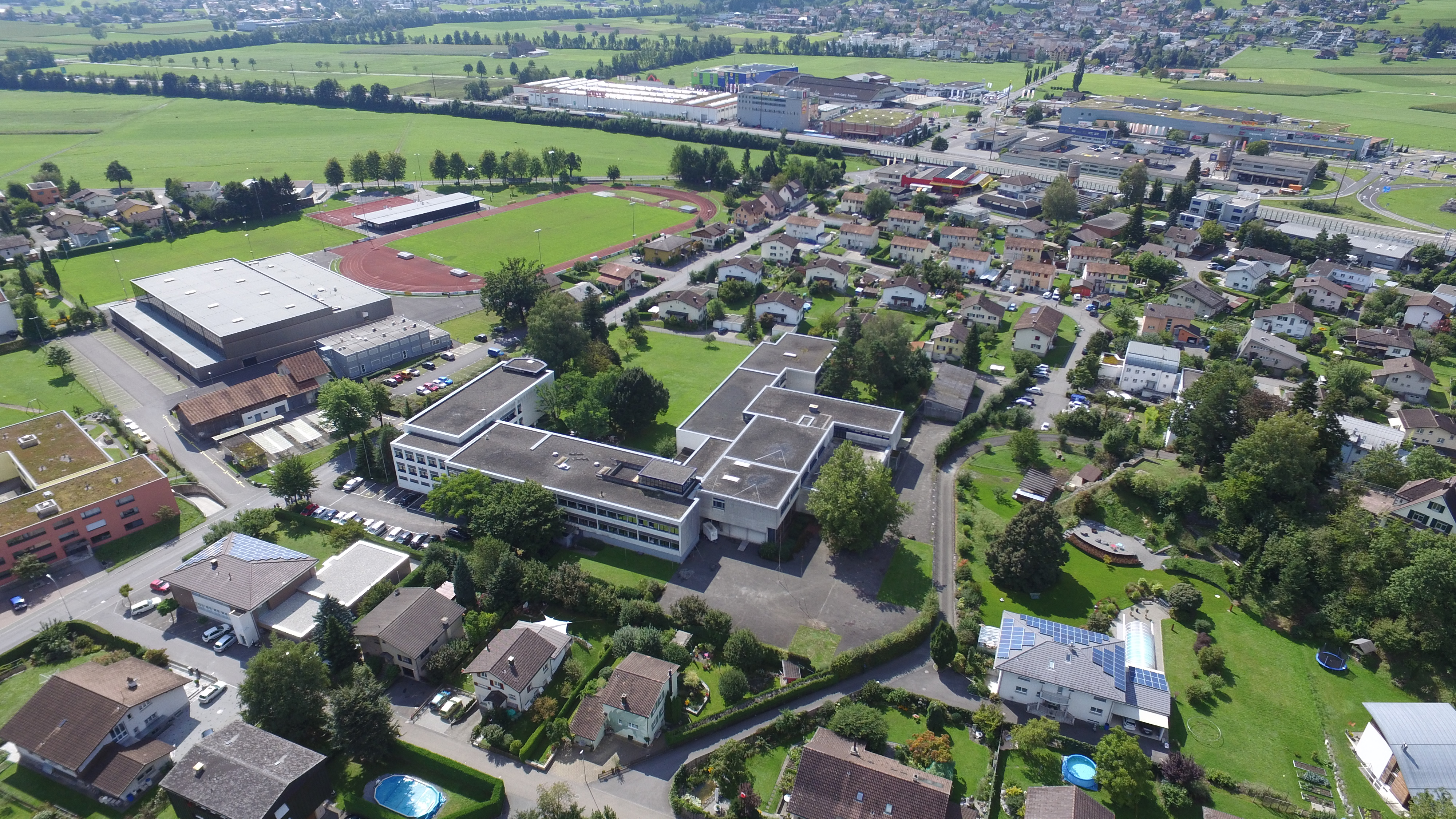
Die Kantonsschule Sargans

Sargans verfügt über eine Kantonsschule, 1963 als erste Landmittelschule des Kantons St. Gallen gegründet, die neben dem Gymnasium auch Wirtschaftsmittelschul- und Fachmittelschulabschlüsse anbietet. Die Kantonsschule lehrt zurzeit rund 750 Schüler und hat circa 100 Lehrer angestellt. Neben dem Schulbetrieb entfaltet sie ein reiches kulturelles Leben, insbesondere auch mit der seit 1976 etablierten Erwachsenenbildung Sarganserland (Rektoren: 1963–1991 André Schwizer, 1991–2001 Sepp Dietrich, 2001–2020 Stephan Wurster und seit 1. August 2020 Pascale Chenevard, Flums).
Unweit der Kantonsschule steht die Regionale Sportanlage (RSA), die für den Schulsport, besonders aber auch für Vereinssport und Veranstaltungen offensteht und einen regionalen Treffpunkt darstellt. Die Sporthalle wurde 2010 abgebrochen, neu erstellt und im Juni 2012 als «Sporthalle Riet» eingeweiht. Seit November 2006 wird auf dem Areal in den Wintermonaten jeweils auch der «Eispark Sarganserland», die erste Eisbahn des Sarganserlandes, betrieben.

## Verkehr
Sargans ist ein Verkehrsknotenpunkt, da hier das Rheintal, das Seeztal und das Churer Rheintal zusammenlaufen. Im Strassenverkehr befindet sich hier ein Autobahndreieck mit der A3 und A13. Im Schienenverkehr trifft im Bahnhof Sargans die Bahnstrecke Ziegelbrücke–Sargans auf die Bahnstrecke Chur–Rorschach.
Die 1492 fertig gestellte alte Schollbergstrasse von Sargans nach Trübbach ist die erste eidgenössische Fahrstrasse. Sie wurde restauriert und ist seit 2014 als Wanderweg begehbar.

## Persönlichkeiten
- Josef Anton Henne (1798–1870), Historiker und Liedermacher
- Johann Baptist Laule (1817–1895), Maler
- Johannes Geel (1854–1937), Jurist und Politiker
- Heinrich Seitter (1902–1991), Botaniker und Ehrenbürger von Sargans
- Luzia Tschirky (* 1990), Journalistin